# Marianne de Decaris
La Marianne de Decaris est un timbre français d’usage courant vendu du 15 juin 1960 au 17 juillet 1965 pour affranchir la lettre intérieure de moins de 20 grammes. Cette effigie sert sur un entier postal après l’augmentation tarifaire de juillet 1965, puisque sa valeur faciale correspondait désormais à l’envoi d’une carte postale. Ce timbre remplace la Marianne à la nef.

## Description et usages

### Timbre d'origine
Dessiné par Albert Decaris et gravé par Jules Piel, ce timbre bicolore est imprimé en typographie, d’où de nombreuses variétés de nuances et de décalages des deux couleurs (gris et lie-de-vin). Une version en taille-douce est préparée mais est restée non-émise car l'imprimerie est incapable à l'époque de produire de grandes quantités.
Ce timbre connaît une certaine popularité auprès des collectionneurs. Il paraît en deux types ou « états » dont l'un a été vendu en feuilles de 100, en carnets de 20 et en roulette, et l'autre en carnets de 8,. 
Lors de l’indépendance de l’Algérie en 1962, ce timbre est surchargé « EA » (pour État algérien). Il est surchargé 12F CFA pour servir à La Réunion.

### Carnet commémoratif de 2008
Une version autocollante avec une valeur faciale de 0.55 EUR est parue en 2008 dans un carnet de 12 timbres aux dessins différents.